# Eruzione Coca-Cola Light e Mentos

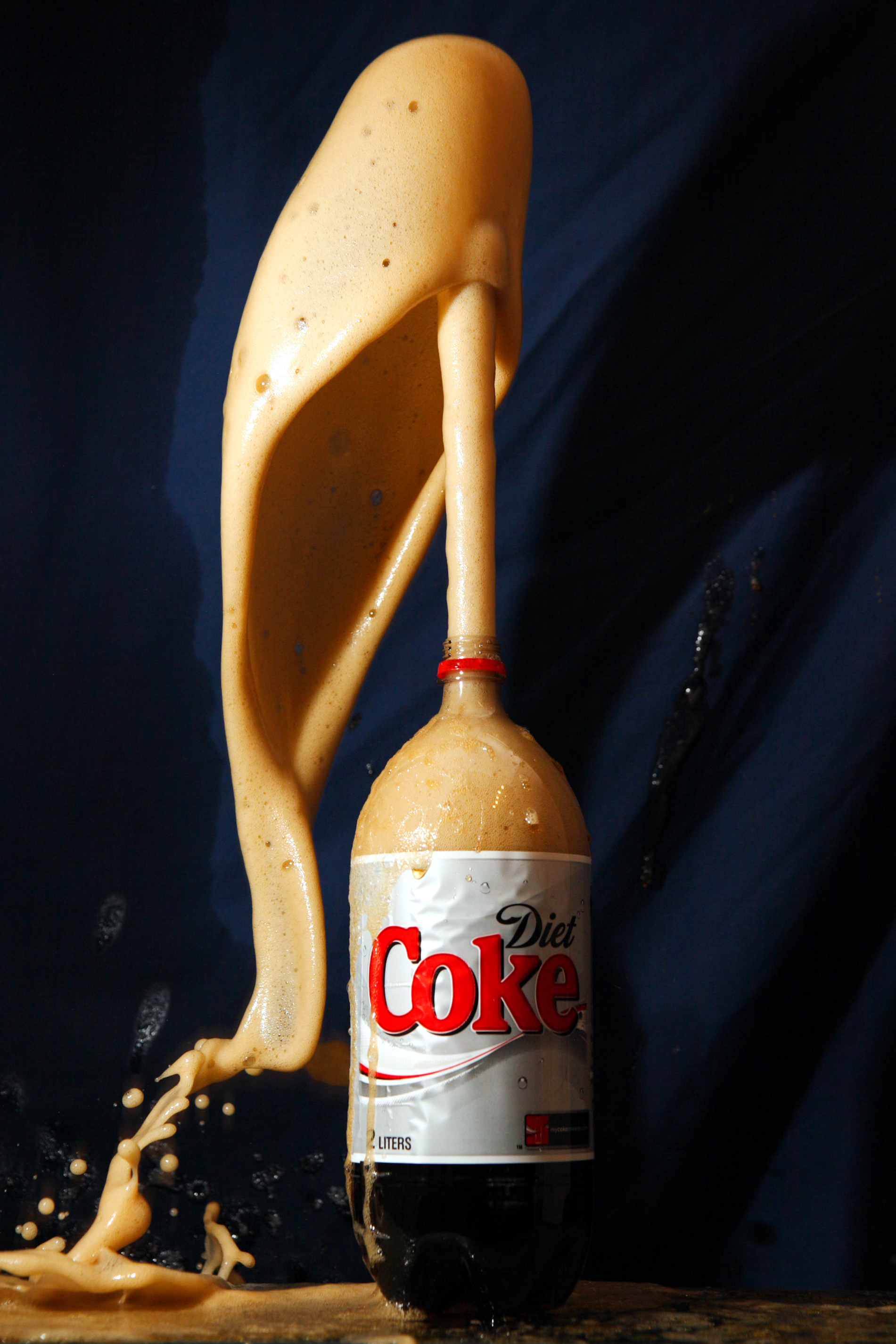
L'eruzione della schiuma dopo immediato inserimento di Mentos.

L'eruzione Coca-Cola Light e Mentos (nota anche come eruzione Mentos o Soda Geyser) è un fenomeno scatenato dall'immersione di caramelle Mentos in certi tipi di Coca-Cola ipocalorica come la Coca-Cola Light, che produce una rapidissima formazione di bollicine di anidride carbonica espulse dalla bocca della bottiglia sotto forma di un violento getto di schiuma.
Tale fenomeno è divenuto inizialmente celebre attraverso la diffusione sul Web di un video dell'esperimento, a opera dell'anchorman statunitense Steve Spangler. Il video è diventato rapidamente un fenomeno di Internet, ed è stato riprodotto, discusso e citato da numerose fonti anche al di fuori del Web, incluse le trasmissioni televisive Numb3rs, Due uomini e mezzo, MythBusters, David Letterman Show e I Simpson, oltre al film Ralph Spaccatutto. Nel Guinness dei primati è stata incluso nel 2008 il primato del massimo numero di "Eruzioni Mentos" provocate simultaneamente, ottenuto dagli studenti di una scuola lettone (1 911 bottiglie "esplose" simultaneamente). Successivamente tale record è stato ritoccato, prima nel giugno 2009 in Cina con 2 175 bottiglie esplose contemporaneamente, poi nell'agosto 2010 con 2 433 partecipanti.

## Spiegazione del fenomeno

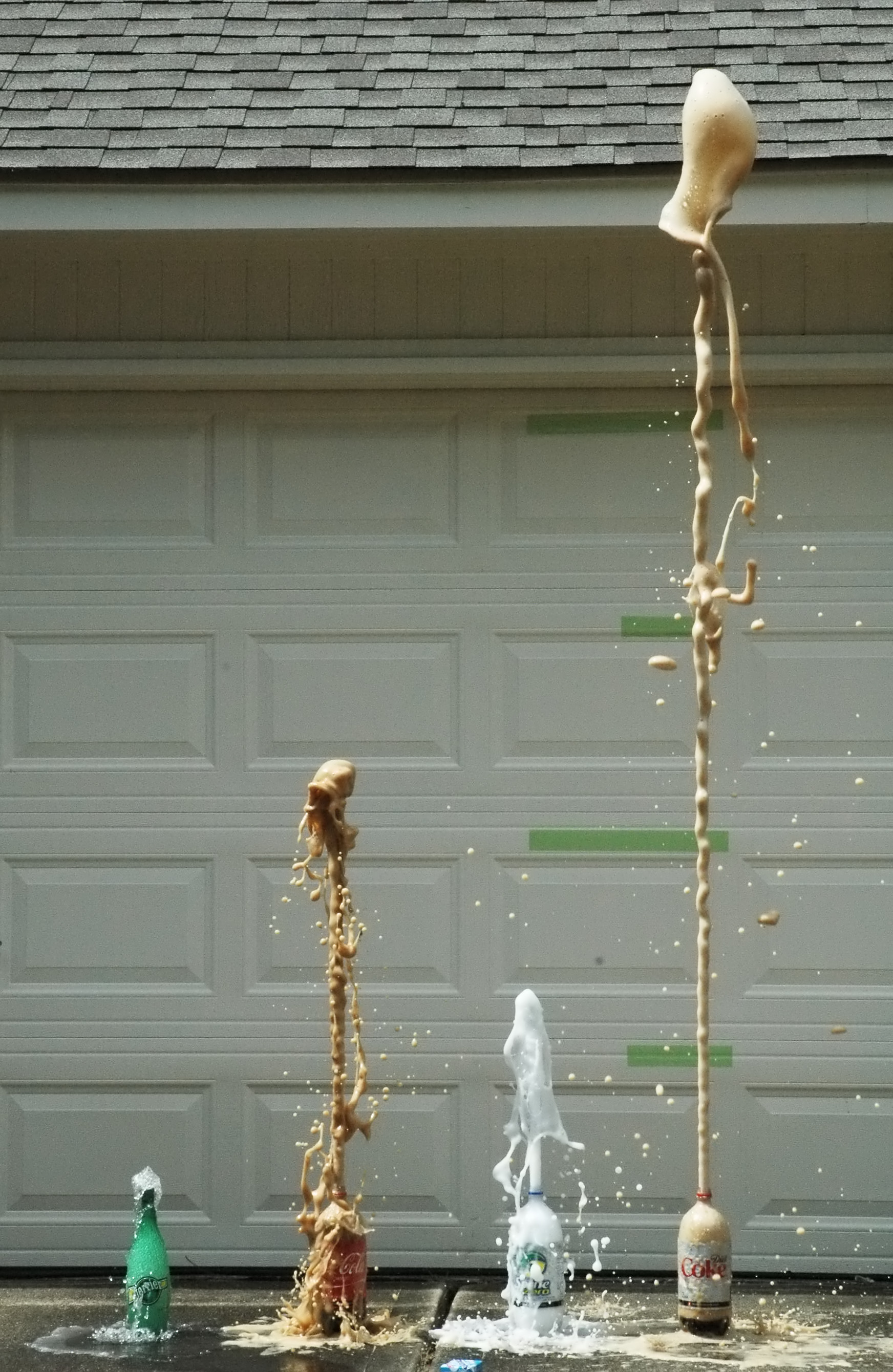
Geyser creati con cinque caramelle Mentos. Da sinistra: acqua frizzante Perrier, Coca Cola Classic, Sprite e Coca Cola Light. I segni verdi sono alla distanza di mezzo metro l'uno dall'altro.

I fattori principali che favoriscono la formazione veloce delle bolle di anidride carbonica sono:
- tensione superficiale, abbassata da aspartame e gomma arabica;
- alto rapporto superficie di contatto e volume, favorito dalla rugosità delle caramelle;
- densità delle caramelle (che le fa affondare e interagire col liquido con più efficienza).

L'anidride carbonica è contenuta nella cola sotto forma di piccole bollicine, tenute insieme da forti legami. Questa soluzione non è stabile e quando si sbatte una bottiglia le bolle si rompono e se ne formano di più grandi, responsabili del getto di schiuma. È il fenomeno della cosiddetta nucleazione che avviene anche quando le bolle incontrano una superficie rugosa o con granelli, come quella delle Mentos. Lo scioglimento istantaneo della superficie glassata della caramella amplifica il fenomeno, ed ecco il getto di schiuma.
Altro fattore che amplifica il fenomeno della nucleazione, contribuendo alla formazione dei getti di schiuma, è la bassa tensione superficiale del liquido in cui avviene la reazione. La tensione superficiale è la forza che agisce sulle molecole della superficie libera di un liquido e che conferisce a tale superficie proprietà simili a quelle di una pellicola elastica (se si appoggia delicatamente un ago sulla superficie di un bicchiere colmo d'acqua si può notare che non affonda).
La presenza di dolcificanti ipocaloroci a base di aspartame (benzoato di potassio, aspartame, Acesulfame K e anidride carbonica) conferisce alla Coca-Cola Light una tensione superficiale più bassa rispetto a quella della Coca Cola zuccherata: ecco perché le fontane ottenute con Mentos e Coca normale non sono affatto spettacolari.
La copertura esterna delle Mentos, inoltre, è a base di gomma arabica (cera di carnauba), una sostanza che contribuisce a ridurre la tensione superficiale dei liquidi. Esperimenti condotti inserendo nella Coca-Cola Light caramelle di altro tipo prive di questo componente non hanno prodotto effetti.
Le dinamiche di tale fenomeno sono state spiegate in dettaglio da un articolo dell'American Journal of Physics, nato da uno studio di Tonya Coffey, ricercatrice dell'Appalachian State University.
Insieme ad alcuni studenti ha realizzato una serie di esperimenti in cui le fontane venivano create a partire da differenti tipi di caramelle e con procedimenti diversi. Il risultato è stato che le "esplosioni" migliori si ottengono proprio con le Mentos, mentre il contenuto di caffeina della bevanda non influisce sul risultato. Il pH della soluzione inoltre non varia prima e dopo il processo.
I dettagli di tale fenomeno sono stati divulgati fra l'altro in una puntata della trasmissione MythBusters.